# علي رضا وفايى
علي رضا وفايى (بالفارسية: علیرضا وفایی) هو لاعب كرة قدم إيراني في مركز الهجوم، ولد في 20 مارس 1989 في قم في إيران. لعب مع Almas Shahr Qom FSC ‏.